# كانالتي
كانالتي (بالإسبانية: Canalete)‏ قرية وبلدة تقع شمال شرق كولومبيا تتبع إدارة قرطبة، يبلغ عدد سكانها 	21,548 نسمة حسب احصاءات السكان لسنة 2015.